# Garagouz
Garagouz è un cortometraggio del 2010 diretto da Abdenour Zahzah.
Il film è stato presentato  al Festival del cinema africano, d'Asia e America Latina di Milano 2011.

## Trama
Un burattinaio e suo figlio nelle campagne dell'Algeria cercano di raggiungere con il loro camioncino il villaggio dove i bambini attendono lo spettacolo. Nel percorso si confronteranno con il bene e con il male, così come i loro burattini nelle fiabe che rappresentano a teatro.

## Riconoscimenti
- 2010 - Festival internazionale del cinema di Dubai
  - Muhr Arab sezione cortometraggi – Premio Speciale della Giuria
- 2010 - Montpellier Mediterranean Film Festival
  - Premio del Pubblico del Midi Libre
- 2010 - Festival d'Aix en Provence
  - Premio del Pubblico e Premio della Giuria Giovane
- 2011 - Festival Panafricain du Cinéma de Ouagadougou
  - Poulain d'or de Yennenga
- 2011 - Festival di cinema africano di Verona
  - Premio cortometraggi